# Matt Calvert
Matthew Calvert, detto Matt (Brandon, 24 dicembre 1989), è un ex hockeista su ghiaccio canadese, di ruolo ala.

## Carriera
Formatosi nella squadra della sua città, i Brandon Wheat Kings, fu scelto dai Columbus Blue Jackets al draft del 2008 al quinto giro, come 127ª scelta assoluta.
Ha esordito nel professionismo con il farm team dei Blue Jackets in American Hockey League, gli Springfield Falcons, ma fece il suo esordio in NHL già a gennaio, ritagliandosi un posto nel roster (42 presenze nella prima stagione). Per i primi tre anni si divise tra NHL e AHL, per poi rimanere definitivamente in prima squadra.
Al termine della stagione 2017-2018 il contratto non gli fu rinnovato, e Calvert trovò un accordo triennale coi Colorado Avalanche. Nella sua prima stagione con gli Avalanche segnò il record personale di punti segnati in NHL, con 11 reti e 15 assist nella regular season e quattro assist nei play-off. Nel corso delle tre stagioni, tuttavia, fu vittima di numerosi infortuni, tanto che nell'ultima delle tre stagioni raccolse solo 18 presenze, e nel maggio del 2021 venne operato.
L'intervento non fu tuttavia risolutivo, e Calvert fu costretto ad annunciare il ritiro nel corso dell'estate successiva.